# Ultratop 200 Albums
Ultratop 200 Albums (wcześniej Ultratop 50 Albums i Ultratop 100 Albums) – cotygodniowa lista przebojów najlepiej sprzedających się albumów we Flandrii (Belgia). Publikowana w każdy piątek obejmuje sprzedaż w formacie CD i digital download.
Lista została po raz pierwszy opublikowana na początku 1995 roku i obejmowała 50 pozycji. W 2004 została wydzielona lista Ultratop 20 Mid Price, co było reakcją na zmieniający się rynek muzyczny. Gdy cena albumu przekroczy określoną granicę jest on przenoszony na tę właśnie listę. W 2008 roku listę poszerzono o sprzedaż singli w formacie digital download. W pierwszej połowie 2012 roku lista została rozszerzona do 200 pozycji.
Odpowiednik listy albumów dla Walonii również nazywa się Ultratop 200 Albums.